# Zonitis purpureipennis
Zonitis purpureipennis es una especie de coleóptero de la familia Meloidae.

## Distribución geográfica
Habita en Victoria (Australia). Continente australiano.